# إيزابيلا بانكس
إيزابيلا بانكس (بالإنجليزية: Isabella Banks) (25 مارس 1821، مانشستر في المملكة المتحدة - 4 مايو 1897)؛ كاتِبة، شاعرة وروائية بريطانية.